# Segunda División de España 1965-66
La temporada 1965–66 de la Segunda División de España de fútbol corresponde a la 35ª edición del campeonato y se disputó entre el 5 de septiembre de 1965 y el 3 de abril de 1966 en su fase regular. Posteriormente se disputaron las promociones de ascenso y permanencia entre el 15 de mayo y el 29 de junio.
Los campeones de Segunda División fueron el RC Deportivo de La Coruña y el Hércules CF.

## Sistema de competición
La Segunda División de España 1965/66 fue organizada por la Federación Española de Fútbol (RFEF).
El campeonato contó con la participación de 32 clubes divididos en dos grupos de 16 equipos cada uno, agrupándose por criterios de proximidad geográfica, y se disputó siguiendo un sistema de liga, de modo que los 16 equipos de cada grupo se enfrentaron entre sí, todos contra todos en dos ocasiones -una en campo propio y otra en campo contrario- sumando un total de 30 jornadas. El orden de los encuentros se decidió por sorteo antes de empezar la competición.
Los primeros clasificados de cada grupo ascendieron directamente a Primera División, mientras que los segundos clasificados disputaron la fase de ascenso ante el decimotercero y decimocuarto clasificado de la máxima categoría en eliminatorias directas a doble partido.
Los dos últimos clasificados de cada grupo descendieron directamente a Tercera División, mientras que los decimoterceros y decimocuartos clasificados jugaron la promoción de permanencia ante los cuatro mejores subcampeones de ascenso de Tercera División en eliminatorias directas a doble partido.

## Clubes participantes
| Datos de ascensos y descensos con respecto a la temporada anterior |
| --- |
| Real Murcia, Levante UD, Real Oviedo CF y RC Deportivo de La Coruña descienden de Primera División. Pontevedra CF, RCD Mallorca, CD Sabadell CF y CD Málaga ascienden a Primera División. CD Abarán, Onteniente CF, CD Orense y Real Unión de Irún descienden a Tercera División. CD Badajoz, CD Condal, UD Lérida y AD Rayo Vallecano ascienden a Segunda División. |

### Grupo I
| Equipo                            | Ciudad                  | Estadio               |
| --------------------------------- | ----------------------- | --------------------- |
| Club de Fútbol Badalona           | Badalona                | Avenida de Navarra    |
| Club Baracaldo Altos Hornos       | Baracaldo               | Lasesarre             |
| Burgos Club de Fútbol             | Burgos                  | El Plantío            |
| Real Club Celta de Vigo           | Vigo                    | Balaídos              |
| Club Deportivo Condal             | Barcelona               | CF Barcelona          |
| Real Club Deportivo de La Coruña  | La Coruña               | Riazor                |
| Club Deportivo Europa             | Barcelona               | Cerdeña               |
| Real Gijón                        | Gijón                   | El Molinón            |
| Centro de Deportes Hospitalet     | Hospitalet de Llobregat | Municipal de Deportes |
| Sociedad Deportiva Indauchu       | Bilbao                  | Garellano             |
| Unión Popular de Langreo          | Langreo                 | Ganzábal              |
| Unión Deportiva Lérida            | Lérida                  | Campo de Deportes     |
| Club Atlético Osasuna             | Pamplona                | San Juan              |
| Real Oviedo Club de Fútbol        | Oviedo                  | Carlos Tartiere       |
| Real Sociedad de Fútbol           | San Sebastián           | Atocha                |
| Real Santander Sociedad Deportiva | Santander               | El Sardinero          |

### Grupo II
| Equipo                              | Ciudad                 | Estadio                   |
| ----------------------------------- | ---------------------- | ------------------------- |
| Algeciras Club de Fútbol            | Algeciras              | El Mirador                |
| Club Atlético de Ceuta              | Ceuta                  | Alfonso Murube            |
| Club Deportivo Badajoz              | Badajoz                | El Vivero                 |
| Cádiz Club de Fútbol                | Cádiz                  | Ramón de Carranza         |
| Club de Fútbol Calvo Sotelo         | Puertollano            | Calvo Sotelo              |
| Club Deportivo Constancia           | Inca                   | Campo Nuevo               |
| Granada Club de Fútbol              | Granada                | Los Cármenes              |
| Hércules Club de Fútbol             | Alicante               | La Viña                   |
| Levante Unión Deportiva             | Valencia               | Vallejo                   |
| Melilla Club de Fútbol              | Melilla                | Álvarez Claro             |
| Club Deportivo Mestalla             | Valencia               | Mestalla                  |
| Club Real Murcia                    | Murcia                 | La Condomina              |
| Agrupación Deportiva Rayo Vallecano | Madrid                 | Vallecas                  |
| Real Club Recreativo de Huelva      | Huelva                 | Estadio Municipal         |
| Club Deportivo Tenerife             | Santa Cruz de Tenerife | Heliodoro Rodríguez López |
| Real Valladolid Deportivo           | Valladolid             | José Zorrilla             |

## Resultados y clasificaciones

### Grupo I

#### Clasificación
| Pos. | Equipo                           | Pts. | PJ | G  | E  | P  | GF | GC | Dif. | Clasificación                     |
| ---- | -------------------------------- | ---- | -- | -- | -- | -- | -- | -- | ---- | --------------------------------- |
| 1    | R. C. Deportivo La Coruña (C, A) | 43   | 30 | 18 | 7  | 5  | 53 | 19 | +34  | Ascenso a Primera División        |
| 2    | R. C. Celta de Vigo              | 39   | 30 | 17 | 5  | 8  | 54 | 28 | +26  | Acceso a Promoción de ascenso     |
| 3    | Real Gijón                       | 36   | 30 | 15 | 6  | 9  | 67 | 50 | +17  |                                   |
| 4    | Real Oviedo C. F.                | 34   | 30 | 13 | 8  | 9  | 38 | 22 | +16  |                                   |
| 5    | Burgos C. F.                     | 32   | 30 | 13 | 6  | 11 | 42 | 41 | +1   |                                   |
| 6    | S. D. Indauchu                   | 32   | 30 | 14 | 4  | 12 | 47 | 47 | 0    |                                   |
| 7    | C. D. Condal                     | 32   | 30 | 14 | 4  | 12 | 55 | 46 | +9   |                                   |
| 8    | Real Santander S. D.             | 31   | 30 | 11 | 9  | 10 | 38 | 40 | −2   |                                   |
| 9    | C. A. Osasuna                    | 31   | 30 | 13 | 5  | 12 | 39 | 41 | −2   |                                   |
| 10   | Real Sociedad                    | 31   | 30 | 13 | 5  | 12 | 50 | 48 | +2   |                                   |
| 11   | U. D. Lérida                     | 30   | 30 | 10 | 10 | 10 | 37 | 31 | +6   |                                   |
| 12   | C. F. Badalona                   | 30   | 30 | 13 | 4  | 13 | 32 | 41 | −9   |                                   |
| 13   | U. P. Langreo                    | 23   | 30 | 10 | 3  | 17 | 37 | 58 | −21  | Acceso a Promoción de permanencia |
| 14   | C. D. Europa                     | 23   | 30 | 9  | 5  | 16 | 33 | 49 | −16  | Acceso a Promoción de permanencia |
| 15   | C. D. Hospitalet (D)             | 19   | 30 | 9  | 1  | 20 | 37 | 63 | −26  | Descenso a Tercera División       |
| 16   | C. D. Baracaldo Altos Hornos (D) | 14   | 30 | 5  | 4  | 21 | 24 | 59 | −35  | Descenso a Tercera División       |

 Fuente: BDFutbol
Criterios de clasificación: Puntos · Diferencia de goles · Goles a favor · Play-off

#### Resultados
| Local \ Visitante            | BAD | BAR | BUR | CEL | CON | DEP | EUR | GIJ | HOS | IND | LAN | LER | OSA | OVI | RSA | RSO |
| ---------------------------- | --- | --- | --- | --- | --- | --- | --- | --- | --- | --- | --- | --- | --- | --- | --- | --- |
| C. F. Badalona               | —   | 1–0 | 2–1 | 2–1 | 2–0 | 0–1 | 3–2 | 2–0 | 1–0 | 3–1 | 4–1 | 1–1 | 1–0 | 1–0 | 3–0 | 1–1 |
| C. D. Baracaldo Altos Hornos | 1–0 | —   | 0–2 | 2–1 | 0–2 | 0–2 | 4–1 | 2–3 | 1–2 | 1–4 | 0–2 | 0–0 | 2–2 | 1–1 | 0–1 | 2–2 |
| Burgos C. F.                 | 1–0 | 2–0 | —   | 3–2 | 3–0 | 2–1 | 1–1 | 3–2 | 4–2 | 2–1 | 2–0 | 1–0 | 1–3 | 1–2 | 1–1 | 2–1 |
| R. C. Celta de Vigo          | 3–0 | 3–0 | 4–2 | —   | 3–0 | 0–0 | 3–0 | 2–1 | 4–0 | 3–1 | 1–0 | 3–0 | 3–1 | 2–1 | 2–1 | 2–0 |
| C. D. Condal                 | 4–1 | 3–1 | 1–1 | 1–1 | —   | 2–2 | 2–1 | 6–2 | 2–0 | 1–0 | 8–1 | 1–0 | 2–0 | 1–3 | 4–1 | 4–1 |
| R. C. Deportivo La Coruña    | 4–0 | 1–0 | 1–0 | 0–0 | 2–1 | —   | 3–0 | 5–1 | 3–0 | 2–0 | 4–0 | 1–0 | 4–0 | 0–0 | 1–0 | 5–1 |
| C. D. Europa                 | 1–1 | 1–2 | 3–1 | 2–0 | 0–0 | 0–1 | —   | 1–3 | 2–1 | 0–1 | 1–0 | 3–2 | 4–0 | 1–0 | 0–0 | 2–1 |
| Real Gijón                   | 2–1 | 7–1 | 3–0 | 1–1 | 3–1 | 2–0 | 3–1 | —   | 3–0 | 1–1 | 6–2 | 2–1 | 3–1 | 1–0 | 3–3 | 2–1 |
| C. D. Hospitalet             | 2–0 | 3–0 | 0–1 | 0–2 | 2–0 | 1–3 | 3–1 | 4–3 | —   | 0–0 | 2–1 | 2–1 | 3–1 | 1–4 | 1–2 | 1–2 |
| S. D. Indauchu               | 4–0 | 2–1 | 2–1 | 1–0 | 5–3 | 1–3 | 2–0 | 2–1 | 4–1 | —   | 1–3 | 1–1 | 0–4 | 2–1 | 2–1 | 2–0 |
| U. P. Langreo                | 0–0 | 3–2 | 2–0 | 0–2 | 0–1 | 1–0 | 2–0 | 1–3 | 4–2 | 2–1 | —   | 3–1 | 2–2 | 0–1 | 1–1 | 0–1 |
| U. D. Lérida                 | 1–0 | 0–1 | 3–3 | 1–0 | 3–0 | 1–1 | 1–0 | 2–2 | 5–1 | 1–1 | 2–0 | —   | 1–1 | 3–0 | 2–0 | 2–1 |
| C. A. Osasuna                | 2–0 | 1–0 | 1–1 | 4–1 | 2–1 | 1–0 | 3–0 | 3–2 | 3–1 | 0–1 | 0–2 | 0–0 | —   | 1–0 | 2–0 | 1–0 |
| Real Oviedo C. F.            | 4–0 | 4–0 | 0–0 | 1–1 | 2–0 | 0–0 | 3–0 | 1–0 | 2–1 | 1–0 | 2–0 | 0–1 | 2–0 | —   | 1–2 | 2–2 |
| Real Santander S. D.         | 0–1 | 1–0 | 1–0 | 1–3 | 2–3 | 1–1 | 1–1 | 0–0 | 2–1 | 6–3 | 3–2 | 0–0 | 2–0 | 0–0 | —   | 2–0 |
| Real Sociedad                | 3–1 | 2–0 | 2–0 | 2–1 | 2–1 | 4–2 | 2–4 | 2–2 | 2–0 | 4–1 | 5–2 | 2–1 | 2–0 | 0–0 | 2–3 | —   |

### Grupo II

#### Clasificación
| Pos. | Equipo                     | Pts. | PJ | G  | E  | P  | GF | GC | Dif. | Clasificación                     |
| ---- | -------------------------- | ---- | -- | -- | -- | -- | -- | -- | ---- | --------------------------------- |
| 1    | Hércules C. F. (C, A)      | 39   | 30 | 16 | 7  | 7  | 44 | 24 | +20  | Ascenso a Primera División        |
| 2    | Granada C. F. (A)          | 37   | 30 | 16 | 5  | 9  | 40 | 29 | +11  | Acceso a Promoción de ascenso     |
| 3    | Algeciras C. F.            | 35   | 30 | 14 | 7  | 9  | 42 | 29 | +13  |                                   |
| 4    | Real Valladolid            | 35   | 30 | 13 | 9  | 8  | 49 | 32 | +17  |                                   |
| 5    | Levante U. D.              | 34   | 30 | 13 | 8  | 9  | 42 | 22 | +20  |                                   |
| 6    | C. D. Mestalla             | 33   | 30 | 10 | 13 | 7  | 45 | 44 | +1   |                                   |
| 7    | C. F. Calvo Sotelo         | 32   | 30 | 13 | 6  | 11 | 33 | 36 | −3   |                                   |
| 8    | C. D. Tenerife             | 32   | 30 | 13 | 6  | 11 | 40 | 34 | +6   |                                   |
| 9    | A. D. Rayo Vallecano       | 31   | 30 | 12 | 7  | 11 | 37 | 26 | +11  |                                   |
| 10   | Real Murcia C. F.          | 29   | 30 | 12 | 5  | 13 | 31 | 37 | −6   |                                   |
| 11   | R. C. Recreativo de Huelva | 29   | 30 | 11 | 7  | 12 | 31 | 30 | +1   |                                   |
| 12   | Cádiz C. F.                | 27   | 30 | 10 | 7  | 13 | 25 | 28 | −3   |                                   |
| 13   | C. D. Constancia           | 26   | 30 | 10 | 6  | 14 | 34 | 49 | −15  | Acceso a Promoción de permanencia |
| 14   | Atlético de Ceuta          | 25   | 30 | 11 | 3  | 16 | 35 | 47 | −12  | Acceso a Promoción de permanencia |
| 15   | Melilla C. F. (D)          | 20   | 30 | 7  | 6  | 17 | 26 | 51 | −25  | Descenso a Tercera División       |
| 16   | C. D. Badajoz (D)          | 16   | 30 | 4  | 8  | 18 | 22 | 58 | −36  | Descenso a Tercera División       |

 Fuente: BDFutbol
Criterios de clasificación: Puntos · Diferencia de goles · Goles a favor · Play-off

#### Resultados
| Local \ Visitante          | ALG | ATC | BAD | CAD | CAL | CON | GRA | HER | LEV | MEL | MES | MUR | RAY | REC | TEN | VLD |
| -------------------------- | --- | --- | --- | --- | --- | --- | --- | --- | --- | --- | --- | --- | --- | --- | --- | --- |
| Algeciras C. F.            | —   | 3–0 | 5–0 | 0–2 | 2–0 | 2–0 | 0–1 | 1–0 | 1–0 | 3–1 | 2–2 | 0–0 | 1–0 | 1–0 | 4–0 | 1–0 |
| Atlético de Ceuta          | 4–2 | —   | 3–1 | 3–1 | 1–0 | 3–0 | 2–1 | 1–0 | 0–1 | 3–0 | 2–2 | 1–2 | 1–1 | 1–2 | 2–0 | 1–1 |
| C. D. Badajoz              | 1–2 | 1–0 | —   | 0–0 | 2–2 | 3–1 | 1–1 | 1–4 | 0–1 | 3–1 | 3–3 | 1–2 | 0–1 | 0–2 | 1–0 | 0–2 |
| Cádiz C. F.                | 1–2 | 3–0 | 0–0 | —   | 1–0 | 3–0 | 3–1 | 2–2 | 1–1 | 1–0 | 1–1 | 1–0 | 0–0 | 1–0 | 1–3 | 1–0 |
| C. F. Calvo Sotelo         | 1–0 | 1–0 | 3–1 | 1–0 | —   | 0–0 | 2–0 | 1–0 | 0–0 | 1–2 | 3–1 | 2–1 | 1–1 | 1–0 | 2–1 | 3–0 |
| C. D. Constancia           | 1–0 | 1–2 | 0–0 | 3–1 | 5–1 | —   | 2–0 | 2–2 | 3–0 | 0–0 | 2–1 | 0–1 | 3–0 | 1–0 | 1–1 | 2–1 |
| Granada C. F.              | 0–0 | 2–0 | 3–0 | 2–0 | 2–0 | 3–0 | —   | 1–0 | 1–0 | 1–0 | 2–2 | 4–2 | 3–2 | 2–1 | 2–1 | 3–1 |
| Hércules C. F.             | 2–2 | 2–0 | 3–0 | 2–0 | 2–0 | 3–1 | 2–0 | —   | 1–0 | 1–0 | 0–0 | 2–0 | 1–0 | 2–1 | 1–1 | 3–3 |
| Levante U. D.              | 2–0 | 1–0 | 4–0 | 2–0 | 0–1 | 0–1 | 2–0 | 1–0 | —   | 7–0 | 2–2 | 6–0 | 2–2 | 3–1 | 1–1 | 3–1 |
| Melilla C. F.              | 2–3 | 1–2 | 1–0 | 0–0 | 2–3 | 3–1 | 0–0 | 1–2 | 2–1 | —   | 1–2 | 1–0 | 1–0 | 0–0 | 0–1 | 2–3 |
| C. D. Mestalla             | 2–2 | 2–0 | 4–0 | 1–0 | 2–2 | 3–2 | 0–3 | 1–0 | 0–0 | 1–1 | —   | 1–1 | 2–1 | 3–3 | 3–0 | 0–2 |
| Real Murcia C. F.          | 1–1 | 4–1 | 3–0 | 0–1 | 3–1 | 2–1 | 1–0 | 1–2 | 0–0 | 2–1 | 0–2 | —   | 1–0 | 2–0 | 1–0 | 0–2 |
| A. D. Rayo Vallecano       | 1–0 | 3–0 | 3–0 | 1–0 | 3–0 | 3–1 | 2–0 | 0–1 | 0–1 | 1–1 | 0–1 | 4–1 | —   | 2–0 | 3–1 | 1–0 |
| R. C. Recreativo de Huelva | 1–0 | 3–1 | 1–1 | 1–0 | 1–0 | 0–0 | 0–1 | 1–1 | 1–0 | 3–0 | 5–1 | 1–0 | 1–1 | —   | 1–0 | 0–0 |
| C. D. Tenerife             | 2–0 | 2–1 | 2–1 | 1–0 | 1–1 | 7–0 | 2–0 | 1–0 | 2–0 | 1–2 | 3–0 | 0–0 | 1–0 | 3–0 | —   | 1–1 |
| Real Valladolid            | 2–2 | 4–0 | 1–1 | 1–0 | 2–0 | 4–0 | 1–1 | 1–3 | 1–1 | 5–0 | 1–0 | 1–0 | 1–1 | 2–1 | 5–1 | —   |

## Promoción de ascenso
En la promoción de ascenso jugaron RC Celta de Vigo y Granada CF como subcampeones de Segunda División. Sus rivales fueron CD Málaga y CD Sabadell CF como decimotercero y decimocuarto clasificado de Primera División.
Como curiosidad cabe destacar que la eliminatoria entre Sabadell y Celta de Vigo se tuvo que retrasar una semana por la participación del conjunto catalán en la Copa del Generalísimo y había que esperar que quedaran eliminados para poder jugar la promoción de ascenso.
La promoción se jugó a doble partido a ida y vuelta con los siguientes resultados:
| 15 de mayo de 1966 | Granada CF | 2:1 | CD Málaga | Estadio de Los Cármenes, Granada |  |
|                    |            |     |           | Asistencia: ??? espectadores     |  |

| 22 de mayo de 1966 | CD Málaga | 1:1 | Granada CF | Estadio La Rosaleda, Málaga  |  |
|                    |           |     |            | Asistencia: ??? espectadores |  |

- El Granada CF asciende a Primera división.
- El CD Málaga desciende a Segunda división.

| 22 de mayo de 1966 | CD Sabadell CF | 2:0 | RC Celta de Vigo | Campo de la Cruz Alta, Sabadell |  |
|                    |                |     |                  | Asistencia: ??? espectadores    |  |

| 29 de mayo de 1966 | RC Celta de Vigo | 0:0 | CD Sabadell CF | Estadio de Balaídos, Vigo    |  |
|                    |                  |     |                | Asistencia: ??? espectadores |  |

- El CD Sabadell CF permanece en Primera división y el RC Celta de Vigo en Segunda división.

## Promoción de permanencia
En la promoción de permanencia jugaron UP Langreo y CD Europa del Grupo I; CD Constancia y Atlético Ceuta del Grupo II; y Calvo Sotelo Andorra, SD Eibar, Atlético Marbella y CD Tarrasa como equipos de Tercera División.
La promoción se jugó a doble partido a ida y vuelta con los siguientes resultados:
| 19 de junio de 1966 | Atlético Marbella | 1:0 | UP Langreo | Estadio Utrera Molina, Marbella |  |
|                     |                   |     |            | Asistencia: ??? espectadores    |  |

| 26 de junio de 1966 | UP Langreo | 4:1 | Atlético Marbella | Estadio Ganzábal, Langreo    |  |
|                     |            |     |                   | Asistencia: ??? espectadores |  |

- El UP Langreo permanece en Segunda división.

| 19 de junio de 1966 | CD Tarrasa | 1:0 | CD Europa | Estadio Municipal de Tarrasa, Tarrasa |  |
|                     |            |     |           | Asistencia: ??? espectadores          |  |

| 26 de junio de 1966 | CD Europa | 1:0 | CD Tarrasa | Campo de Cerdeña, Barcelona  |  |
|                     |           |     |            | Asistencia: ??? espectadores |  |

| 29 de junio de 1966 | CD Europa | 4:3 | CD Tarrasa | Estadio del CF Barcelona, Barcelona |  |
|                     |           |     |            | Asistencia: ??? espectadores        |  |

- El CD Europa permanece en Segunda división.

| 19 de junio de 1966 | SD Eibar | 2:0 | CD Constancia | Estadio de Ipurúa, Éibar     |  |
|                     |          |     |               | Asistencia: ??? espectadores |  |

| 26 de junio de 1966 | CD Constancia | 3:0 | SD Eibar | Nuevo Campo de Inca, Inca    |  |
|                     |               |     |          | Asistencia: ??? espectadores |  |

- El CD Constancia permanece en Segunda división.

| 19 de junio de 1966 | Calvo Sotelo Andorra | 4:2 | Atlético Ceuta | Campo de Calvo Sotelo, Andorra |  |
|                     |                      |     |                | Asistencia: ??? espectadores   |  |

| 26 de junio de 1966 | Atlético Ceuta | 6:1 | Calvo Sotelo Andorra | Estadio Alfonso Murube, Ceuta |  |
|                     |                |     |                      | Asistencia: ??? espectadores  |  |

- El Atlético Ceuta permanece en Segunda división.

## Resumen
Campeones de Segunda División:
| - Real Club Deportivo de la Coruña | - Hércules Club de Fútbol |

Ascienden a Primera División:
| - Real Club Deportivo de la Coruña | - Hércules Club de Fútbol | - Granada Club de Fútbol |

Descienden a Tercera División: 
| Grupo I - Centro de Deportes Hospitalet - Club Baracaldo Altos Hornos | Grupo II - Melilla Club de Fútbol - Club Deportivo Badajoz |